# Тапио, Ээро
Ээро Тапио (3 марта 1941, Мухос, Оулу — 17 декабря 2022, Оулу, Северная Финляндия) — финский борец классического стиля и тренер, чемпион и призёр чемпионатов северных стран, Европы и мира, участник летних Олимпийских игр 1964, 1968 и 1972 годов. В 1967 году спортсмен года в Финляндии.

## Участие в Олимпиадах
На Олимпиаде 1964 года в Токио схватка Тапио с румыном Валериу Буларкой окончилась вничью. Затем финн тушировал представителя Ирана Хоссейна Эбрахимиана и по очкам победил болгарина Ивана Иванова. В схватке 4-го круга Тапио отборолся вничью с борцом из Японии Токуаки Фудзитой. В пятом поединке Тапио потерпел поражение по очкам от советского борца Давида Гванцеладзе и оказался на 6-й позиции в итоговом протоколе.
На следующей Олимпиаде в Мехико в 1968 году в первой схватке Тапио менее чем за полторы минуты тушировал представителя Филиппин Элизео Салуту, а во второй также чисто победил болгарина Стояна Апостолова. Третий поединок с венгром Анталем Штеэром окончился вничью. Четвёртая встреча окончилась для Тапио поражением по очкам от борца из ФРГ Клауса Роста. Схватка пятого круга с японцем Мунэдзи Мунэмурой окончилась вничью и Тапио завершил участие в соревнованиях из-за 7,5 штрафных очка, заняв в конечном итоге пятое место.
На Олимпиаде 1972 года в Мюнхене первую схватку со швейцарцем Робертом Блазером Тапио выиграл ввиду явного преимущества. Следующая с французом Даниэлем Робеном завершилась вничью. Затем проиграл по очкам спортсмену из ГДР Клаусу Полю. В четвёртом круге соревнований он чисто проиграл греку Петросу Галактопулосу и остался без наград Олимпиады.